# Licia Maglietta
Licia Maglietta, född 16 november 1954 i Neapel, Kampanien, är en italiensk skådespelerska och regissör.

## Utmärkelser
Maglietta har bland annat vunnit David di Donatello för bästa kvinnliga huvudroll 2000 för Pane e tulipani: på flykt till kärleken.

## Roller i urval
- 1992 – Morte di un matematico napoletano
- 1995 – L'amore molesto
- 2000 – Pane e tulipani: på flykt till kärleken
- 2001 – Luna rossa
- 2004 – Agata och stormen
- 2009 – Sissi (miniserie)